# Emmanuel Danilo Clementino Silva
Emmanuel Danilo Clementino Silva (Caruaru, Pernambuco, Brasil, 5 de marzo de 1982), más conocido como Danilo, es un futbolista brasileño que también posee la nacionalidad ecuatoguineana desde 2006. Juega como guardameta en el Alecrim F. C., del Campeonato Potiguar en Brasil, y en la Selección de fútbol de Guinea Ecuatorial.

## Clubes
| Club                      | País   | Año           |
| ------------------------- | ------ | ------------- |
| Sport Recife (inferiores) | Brasil | 1997–1999     |
| Sport Recife              | Brasil | 1999–2005     |
| →Campinense (préstamo)    | Brasil | 2004          |
| ASA                       | Brasil | 2005–2006     |
| Nacional de Patos         | Brasil | 2006–2007     |
| Porto Caruaru             | Brasil | 2008          |
| Sergipe                   | Brasil | 2008          |
| Porto Caruaru             | Brasil | 2008–2009     |
| Araripina                 | Brasil | 2009–2010     |
| Coríntians de Caicó       | Brasil | 2010          |
| Timbaúba                  | Brasil | 2010          |
| Alecrim F. C.             | Brasil | 2013-presente |